# Yigo
Yigo (czamorro: Yigu) – okręg administracyjny Guamu i jednocześnie jedna z miejscowości. Okręg ma powierzchnię 91 km², co czyni go największym okręgiem Guamu pod względem powierzchni, a zamieszkany jest przez 20 539 osób (dane spisowe z 2010).
W okręgu znajduje się lotnisko Andersen Air Force Base.